# Sudamericano de Rugby B 2010
El Sudamericano de Rugby B del 2010 contó con la participación de 4 equipos afiliados a la Confederación Sudamericana de Rugby, se disputó a fines de octubre en la ciudad colombiana de Medellín. Los 6 partidos se jugaron en la Unidad Deportiva de Castilla, un escenario construido específicamente para el rugby estrenándose precisamente para este torneo de mayores y el de juveniles.

## Equipos participantes
- Selección de rugby de Colombia (Los Tucanes)
- Selección de rugby de Costa Rica (Los Ticos)
- Selección de rugby de Perú (Los Tumis)
- Selección de rugby de Venezuela (Las Orquídeas)

## Posiciones[2]
| Pos. | Equipo     | Encuentros | Encuentros | Encuentros | Encuentros | Tantos  | Tantos    | Tantos     | Puntos |
| Pos. | Equipo     | jugados    | ganados    | empatados  | perdidos   | a favor | en contra | diferencia | Puntos |
| ---- | ---------- | ---------- | ---------- | ---------- | ---------- | ------- | --------- | ---------- | ------ |
| 1    | Perú       | 3          | 3          | 0          | 0          | 95      | 17        | + 78       | 9      |
| 2    | Venezuela  | 3          | 2          | 0          | 1          | 62      | 45        | + 17       | 6      |
| 3    | Colombia   | 3          | 1          | 0          | 2          | 94      | 55        | + 39       | 3      |
| 4    | Costa Rica | 3          | 0          | 0          | 3          | 17      | 151       | - 134      | 0      |

Nota: Se otorgan 3 puntos al equipo que gane un partido, 1 al que empate y 0 al que pierda

## Resultados[3]

### Primera fecha[4]
| 24 de octubre | Venezuela | 5 - 13  | Perú | cancha Castilla, Medellín, Colombia |  |
|               |           | Reporte |      |                                     |  |

| 25 de octubre | Colombia | 61 - 6  | Costa Rica | cancha Castilla, Medellín, Colombia |  |
|               |          | Reporte |            |                                     |  |

### Segunda fecha
| 27 de octubre | Venezuela | 29 - 6  | Costa Rica | cancha Castilla, Medellín, Colombia |  |
|               |           | Reporte |            |                                     |  |

| 27 de octubre | Colombia | 7 - 21  | Perú | cancha Castilla, Medellín, Colombia |  |
|               |          | Reporte |      |                                     |  |

### Tercera fecha
| 30 de octubre | Perú | 61 - 5  | Costa Rica | cancha Castilla, Medellín, Colombia |  |
|               |      | Reporte |            |                                     |  |

| 30 de octubre | Colombia | 26 - 28 | Venezuela | cancha Castilla, Medellín, Colombia |  |
|               |          | Reporte |           |                                     |  |

| Bandera de Perú |
| Campeón Perú    |
| Primer título   |